# María Narýshkina

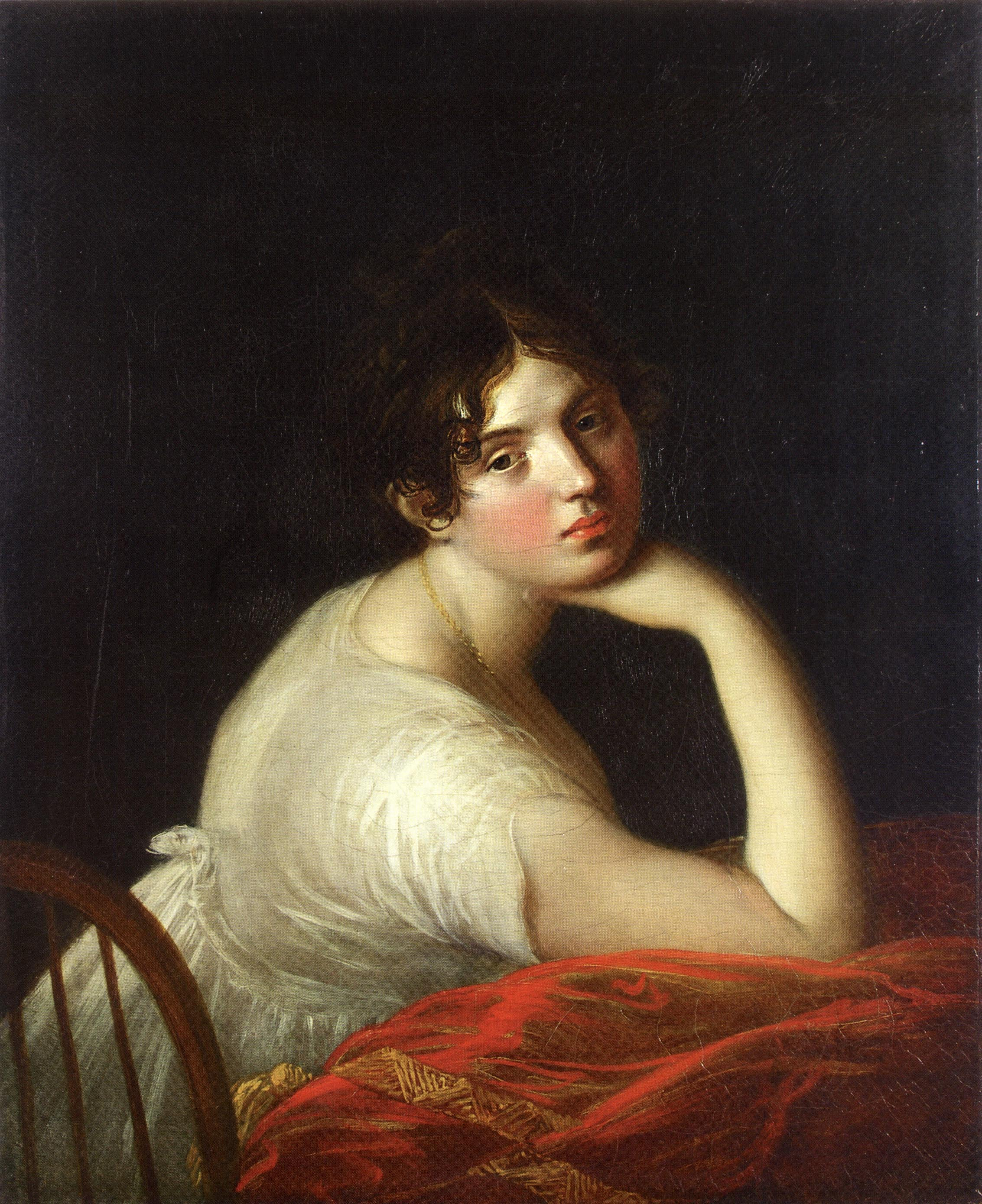
María Narýshkina, retrato de Salvatore Tonci.

María Antónovna Narýshkina (en ruso: Мария Антоновна Нарышкина; 1779-1854) nacida princesa María Antónovna Svyatopolk-Chetvertínskaya fue una noble polaca, y la amante del zar Alejandro I de Rusia.

## Biografía
Hija del príncipe polaco Antonio Estanislao Czetwertyński-Światopełk, y en 1795 casada con Dmitri Lvóvich Naryshkin (un ayo). En 1799, empezó una relación con Alejandro, quien se convirtió en zar en 1801, con la aprobación de su esposo. Fue muy querida por la familia de Alejandro, excepto por su esposa, la emperatriz. Es descrita como fascinante y encantadora, con la capacidad de atraer a la gente, y fue llamada  «La Aspasia del Norte». En 1803, hizo un intento para que Alejandro se divorciara de su esposa y se casase con ella, pero no pudo. Acompañó al zar al Congreso de Viena en 1815, que le dio mala publicidad.
Tuvo una hija ilegítima de Alejandro - Sofía, y un hijo Emanuel, que no fue admitido por su marido y, posiblemente, también era hijo del zar.
Sus hijos fueron:
- Zinaída Narýshkina († 18 de mayo de 1810).
- Sofía Narýshkina (1808 - 18 de junio de 1824).
- Emanuel Naryshkin (30 de julio de 1813 - 31 de diciembre de 1901).

Alejandro fue persuadido para dejarla en 1818 y regresó con su esposa Luisa de Baden. Él siguió hablando de ella como de su familia.